# Mediterraneibacter butyricigenes
Mediterraneibacter butyricigenes es una especie de bacteria grampositiva del género Mediterraneibacter. Fue descrita en el año 2019. Su etimología hace referencia a la producción de ácido butírico. Es anaerobia estricta e inmóvil. Tiene un tamaño de 0,3-0,5 μm de ancho y 0,7-2 μm de largo. Catalasa positiva y oxidasa negativa. Forma colonias lisas, blancas y translúcidas. Temperatura de crecimiento de 25-40 °C, óptima de 37 °C. Se ha aislado de heces humanas.